# Genir Destri
Genir Destri (Joaçaba, 25 de março de 1934 – Florianópolis, 20 de outubro de 2006) foi um advogado e político brasileiro.

## Biografia
Filho de João Destri e de Maria Bordignon Destri.
Foi deputado à Assembleia Legislativa de Santa Catarina na 6ª legislatura (1967 — 1971).
Faleceu em Florianópolis vítima de infarto fulminante.